# Primera División de Chile 1973
El Campeonato Nacional de Fútbol de la Primera División de 1973 fue el torneo disputado en la 41.ª temporada de la máxima categoría del fútbol profesional chileno, con la participación de 18 equipos.
El torneo se jugó en dos rondas con un sistema de todos-contra-todos.
El campeón fue Unión Española, que logró el tercer campeonato de su historia.

## Equipos por provincia
| Provincia   | N.º | Equipos                                                                                       |
| ----------- | --- | --------------------------------------------------------------------------------------------- |
| Santiago    | 6   | Colo-Colo, Magallanes, Palestino, Unión Española, Universidad Católica y Universidad de Chile |
| Concepción  | 4   | Deportes Concepción, Huachipato, Lota Schwager y Naval                                        |
| Valparaíso  | 2   | Santiago Wanderers y Unión La Calera                                                          |
| Antofagasta | 1   | Antofagasta Portuario                                                                         |
| Coquimbo    | 1   | Deportes La Serena                                                                            |
| Aconcagua   | 1   | Unión San Felipe                                                                              |
| O'Higgins   | 1   | O'Higgins                                                                                     |
| Talca       | 1   | Rangers                                                                                       |
| Cautín      | 1   | Green Cross-Temuco                                                                            |

## Tabla final
| Pos | Equipo                | PJ | PG | PE | PP | GF | GC | Dif | Pts |
| --- | --------------------- | -- | -- | -- | -- | -- | -- | --- | --- |
| 1   | Unión Española        | 34 | 22 | 11 | 1  | 72 | 35 | 37  | 55  |
| 2   | Colo-Colo             | 34 | 18 | 11 | 5  | 63 | 43 | 20  | 47  |
| 3   | Huachipato            | 34 | 17 | 9  | 8  | 52 | 28 | 24  | 43  |
| 4   | O'Higgins             | 34 | 14 | 15 | 5  | 50 | 33 | 17  | 43  |
| 5   | Deportes Concepción   | 34 | 14 | 9  | 11 | 49 | 35 | 14  | 37  |
| 6   | Magallanes            | 34 | 12 | 13 | 9  | 51 | 44 | 7   | 37  |
| 7   | Green Cross-Temuco    | 34 | 15 | 7  | 12 | 47 | 45 | 2   | 37  |
| 8   | Deportes La Serena    | 34 | 13 | 10 | 11 | 43 | 33 | 10  | 36  |
| 9   | Antofagasta Portuario | 34 | 12 | 10 | 12 | 47 | 46 | 1   | 34  |
| 10  | Unión La Calera       | 34 | 14 | 6  | 14 | 38 | 46 | -8  | 34  |
| 11  | Rangers               | 34 | 11 | 7  | 16 | 51 | 57 | -6  | 29  |
| 12  | Santiago Wanderers    | 34 | 10 | 9  | 15 | 50 | 61 | -11 | 29  |
| 13  | Universidad de Chile  | 34 | 10 | 8  | 16 | 54 | 64 | -10 | 28  |
| 14  | Lota Schwager         | 34 | 8  | 11 | 15 | 34 | 41 | -7  | 27  |
| 15  | Palestino             | 34 | 8  | 10 | 16 | 37 | 58 | -21 | 26  |
| 16  | Naval                 | 34 | 7  | 11 | 16 | 30 | 53 | -23 | 25  |
| 17  | Unión San Felipe      | 34 | 10 | 4  | 20 | 45 | 72 | -27 | 24  |
| 18  | Universidad Católica  | 34 | 5  | 11 | 18 | 43 | 62 | -19 | 21  |

PJ=Partidos jugados; PG=Partidos ganados; PE=Partidos empatados; PP=Partidos perdidos; GF=Goles a favor; GC=Goles en contra; Dif=Diferencia de gol; Pts=Puntos
|  | Campeón. Clasifica a Copa Libertadores 1974. |
|  | Clasifica a Copa Libertadores 1974.          |
|  | Desciende a Segunda División.                |

## Campeón
|                        |
| Campeón Unión Española |
| 3.° título             |
|                        |

## Goleadores
| Jugador              | Jugador              | Goles | Equipo               |
| -------------------- | -------------------- | ----- | -------------------- |
| Bandera de Chile     | Guillermo Yávar      | 21    | Unión Española       |
| Bandera de Chile     | Manuel García        | 19    | Rangers              |
| Bandera de Chile     | Juan Carlos Orellana | 18    | Green Cross-Temuco   |
| Bandera de Chile     | Jorge Socías         | 18    | Universidad de Chile |
| Bandera de Chile     | Alejandro Trujillo   | 16    | Unión Española       |
| Bandera de Chile     | Francisco Valdés     | 13    | Colo-Colo            |
| Bandera de Chile     | Reynaldo Hoffmann    | 12    | Deportes Concepción  |
| Bandera de Chile     | Fernando Espinoza    | 12    | Palestino            |
| Bandera de Chile     | Francisco Quinteros  | 11    | Green Cross-Temuco   |
| Bandera de Chile     | Miguel Ángel Gamboa  | 11    | Lota Schwager        |
| Bandera de Argentina | Osvaldo González     | 11    | Unión Española       |
| Bandera de Chile     | Alberto Villar       | 10    | Huachipato           |
| Bandera de Chile     | Víctor Zelada        | 10    | Magallanes           |
| Bandera de Argentina | Jorge Dubanced       | 10    | Santiago Wanderers   |
| Bandera de Chile     | Juan Herrera         | 10    | Santiago Wanderers   |
| Bandera de Chile     | Mario Salinas        | 10    | Universidad Católica |